# Ugo Benzi

Trattato circa la conservazione de la sanitade, 1481

Ugo Benzi (Siena, circa 1376 — Ferrara, 1439) foi um médico e filósofo italiano.
Lecionou medicina em Siena (1395 e, depois, de 1422 a 1427) e em Bologna e Parma (1402 a 1416). Lecionou também em Ferrara, foi médico do rei Carlos 7º da França, que o chamou a Paris, onde participou do Concílio de Ferrara em 1437.
Sua obra mais relevante é o Tractado Utilissimo circa la conservazione della Sanitade (em tradução livre, "Tratado Útil sobre a Conservação do Saneamento"), publicado em Milão por volta de 1431. Foi um dos primeiros textos sobre medicina vulgar e continha vários conselhos sobre higiene pessoal. Ugo o dedicou a Nicolau 3º (marquês de Ferrara, 1383—1441), de quem fora médico.